# Sapekhburto K'lubi Baia Zugdidi 2011-2012
Questa voce raccoglie le informazioni riguardanti il Sapekhburto K'lubi Baia Zugdidi nelle competizioni ufficiali della stagione 2011-2012.

## Stagione
Nella stagione 2011-2012 il Baia Zugdidi ha disputato la Umaglesi Liga, massima serie del campionato georgiano di calcio, terminando il torneo al settimo posto con 22 punti conquistati in 28 giornate, frutto di 5 vittorie, 7 pareggi e 16 sconfitte. In Sakartvelos tasi è sceso in campo sin dal primo turno, venendo eliminato nei quarti di finale dal Dila Gori.

## Rosa
| N. |                    | Ruolo | Calciatore        |
| -- | ------------------ | ----- | ----------------- |
| 1  | Georgia (bandiera) | P     | Vakhtang Jomidava |
| 3  | Georgia (bandiera) | D     | Giorgi Patchkoria |
| 4  | Georgia (bandiera) | C     | Valiko Tkemaladze |
| 5  | Georgia (bandiera) | D     | Ilia Gamreklidze  |
| 6  | Georgia (bandiera) | D     | Nika Shonia       |
| 7  | Georgia (bandiera) | C     | Levan Kutalia     |
| 8  | Georgia (bandiera) | C     | Zviad Sikharulia  |
| 9  | Georgia (bandiera) | A     | Lasha Kukava      |
| 10 | Georgia (bandiera) | C     | Luka Guguchia     |
| 11 | Georgia (bandiera) | A     | Irakli Ekhvaia    |
| 12 | Georgia (bandiera) | C     | Guram Samushia    |
| 14 | Georgia (bandiera) | C     | Shota Lomia       |
| 15 | Georgia (bandiera) | D     | Nikoloz Apakidze  |
| 16 | Georgia (bandiera) | C     | Avto Endeladze    |
| 17 | Georgia (bandiera) | A     | Giorgi Gabedava   |
| 18 | Georgia (bandiera) | D     | Levan Tkebuchava  |
| 20 | Georgia (bandiera) | D     | Makar Akubardia   |
| 23 | Georgia (bandiera) | D     | Archil Makatsaria |
| 26 | Georgia (bandiera) | D     | Levan Akobia      |

| N. |                    | Ruolo | Calciatore           |
| -- | ------------------ | ----- | -------------------- |
|    | Georgia (bandiera) | P     | Giorgi Somkhishvili  |
|    | Georgia (bandiera) | D     | Tengiz Gergedava     |
|    | Georgia (bandiera) | D     | Giorgi Kvartskhava   |
|    | Georgia (bandiera) | D     | Nika Mgeladze        |
|    | Georgia (bandiera) | D     | Data Rigvava         |
|    | Georgia (bandiera) | D     | Lasha Svirava        |
|    | Georgia (bandiera) | D     | Ilia Vekua           |
|    | Georgia (bandiera) | D     | Konstantine Zarnadze |
|    | Georgia (bandiera) | C     | Konstantine Akhalaia |
|    | Georgia (bandiera) | C     | Nicoloz Akhvlediani  |
|    | Georgia (bandiera) | C     | Boris Gujejiani      |
|    | Georgia (bandiera) | C     | Tamaz Jishkariani    |
|    | Georgia (bandiera) | C     | Zurab Kvartskhava    |
|    | Georgia (bandiera) | C     | Akaki Parjikia       |
|    | Georgia (bandiera) | C     | Levan Tsurtsumia     |
|    | Georgia (bandiera) | A     | Giorgi Bulia         |
|    | Georgia (bandiera) | A     | Murtaz Changelia     |
|    | Georgia (bandiera) | A     | Irak'li Kobalia      |

## Statistiche

### Statistiche di squadra
| Competizione               | Punti | In casa | In casa | In casa | In casa | In casa | In casa | In trasferta | In trasferta | In trasferta | In trasferta | In trasferta | In trasferta | Totale | Totale | Totale | Totale | Totale | Totale | DR  |
| Competizione               | Punti | G       | V       | N       | P       | Gf      | Gs      | G            | V            | N            | P            | Gf           | Gs           | G      | V      | N      | P      | Gf     | Gs     | DR  |
| -------------------------- | ----- | ------- | ------- | ------- | ------- | ------- | ------- | ------------ | ------------ | ------------ | ------------ | ------------ | ------------ | ------ | ------ | ------ | ------ | ------ | ------ | --- |
| Umaglesi Liga              | 28    | 11      | 5       | 2       | 4       | 15      | 10      | 11           | 3            | 2            | 6            | 6            | 16           | 22     | 8      | 4      | 10     | 21     | 26     | -5  |
| Umaglesi Liga seconda fase | 22    | 7       | 1       | 3       | 3       | 8       | 11      | 7            | 0            | 0            | 7            | 6            | 23           | 28     | 5      | 7      | 16     | 25     | 49     | -24 |
| Sakartvelos tasi           | -     | 3       | 1       | 1       | 1       | 5       | 3       | 3            | 2            | 0            | 1            | 7            | 7            | 6      | 3      | 1      | 2      | 12     | 10     | +2  |
| Totale                     | -     | 21      | 7       | 6       | 8       | 28      | 24      | 21           | 5            | 2            | 14           | 19           | 46           | 42     | 12     | 8      | 22     | 47     | 70     | -23 |